# Бельфлёр-китайка
Бельфлёр-китайка — относительно старый сорт яблок селекции И. В. Мичурина.
Был широко распространен в приусадебных хозяйствах юга РФ. На данный момент вытеснен более современными сортами.
Плоды Бельфлёр-китайка крупные — средней массой от 200 до 300 грамм, иногда до 500. По форме яблоки слабо приплюснутые, почти округлые, в верхней части слабоконические, с узкими малозаметными ребрами. Основной окрас плодов — светло-желтый в момент съема, белеющий в процессе созревания, покровная окраска выражена в форме полосатого румянца розово-красного оттенка по размыто-розовому фону на меньшей части плода. Мякоть белоснежная, сочная, мелкозернистая, с пряностью и ароматом, отличного вкуса (дегустационная оценка 4.5 баллов из 5).
Деревья этого сорта крупные (что является их недостатком), с округлой кроной, с толстыми главными ветвями. Листья крупные, продолговатые или удлиненные, морщинистые, плавно изогнуты. Цвет листьев темно-зеленый, с сероватым оттенком. Края листьев имеют крупную городчатую зазубренность и приподняты вверх, кончики листьев, наоборот, отогнуты вниз. Зимостойкость не более чем удовлетворительная.
Дерево поздно вступает в пору плодоношения — не раньше 8-го года в саду. Плоды собирают в конце сентября. Для лучшего вкуса рекомендуется их выдержать в течение 2-3 недель перед потреблением. Урожайность деревьев средняя, периодическая (через год). Плоды и листья могут сильно поражаться паршой.
Несмотря на то, что вследствие присущих сорту недостатков, он стал весьма редким, Бельфлёр-китайка стала прародительницей не менее 18 сортов, для которых она выступила донором крупноплодности и хорошего вкуса плодов.

## В искусстве
В 1937 году в Москве на ВСХВ был установлен памятник И. В. Мичурину. Скульптор Б. В. Валентинов изобразил Мичурина, рассматривающим плод своего сорта крупноплодной яблони «Бельфлёр-китайка.